# デビュー最前戦
『デビュー最前戦〜あなたを眠らせない!〜』（デビューさいぜんせん あなたをねむらせない）は、2007年10月2日から2010年7月27日まで広島ホームテレビで毎週火曜日 25:51 - 26:21に放送されていたオーディション番組。 2008年10月28日までのタイトルは『デビュー! debut! We Love Singing』で、2008年11月4日から2010年3月30日までのタイトルは『デビュー最前戦』だった。
番組は改編期ごとにMC交代とリニューアルを繰り返し、2010年7月27日放送分をもって終了した。

## MC
2010年5月4日 - 7月27日
- 大松しんじ
- 檜垣直子

- - 日野千春
  - 川島佑香
  - 愛希

## 主な審査員
- 古田伸一（アレンジャー）
- あきば 大吾（審査委員長・作曲家）
- YOKO（シンガーソングライター）

## 過去のナビゲーター
2007年10月2日 - 2008年10月28日
- ハイカラシスターズ

YUMIKO（長女・真ん中） - 田辺 祐三子（たなべ ゆみこ）
HITOKO（次女・左） - 前岡 仁子（まえおか ひとこ）
TOME（三女・右） - 留（とめ）
※（）は設定・立ち位置、＃27（4月2日）から最終回までエンドロールでの表示がローマ字表記に
2008年11月4日 - 2009年9月22日
- 宙輝
- 藤賀由貴
- 天田さえ子[4]

2009年9月29日～10月13日
- 近藤ひろゆき[5]
- 藤井紀子

藤本は家庭の事情によりわずか3週で降板、藤井は10月20日以降「noriko」名義としてローカルタレントのmakiと組んで続行
2009年10月20日 - 2010年3月16日
- maki&noriko
  - maki
  - noriko（藤井紀子）

2010年3月23日 - 3月30日
- 愛希
- 川島佑香
- 日野千春

川島と日野、愛希はアシスタントとして続投

## 放送時間
編成の都合により微動に時間変更、および休止あり
2010年5月04日 -
毎週火曜 25:51 - 26:21（30分）

## 番組の概要
2010年5月4日（＃1- ） -
- 制作会社、出演者、構成内容、収録方法および会場などすべてに渡って変更しリニューアルスタート。
- ルールも、より公正、公平、透明性を重視して変更した。
- 毎週3人の挑戦者が出場。内1名がチャンピオンとなります。5週勝ち抜きで「賞金10万円」「CD制作権獲得」となりる。
- CD制作権は、作詞、作曲、CDプレスなどそのすべてを主催であるDAミュージックが負担する。
- 出演希望は、番組HPにあるエントリーシートから申し込むことができるほか、FAXでの受付もある。（下記・放送制作のＨＰから）

## デビュー者
過去の決勝大会でグランプリになった人一覧
- 第1回 SAYA -

2008年3月12日「BLOW」リリース
- 第2回 星良子 （本名：大前良子）

6月18日「おばあちゃんありがとう」リリース、6月24日の放送で同曲を歌唱
- 第3回 宙輝 （本名：谷本惣一郎）

デビュー曲「碧空 ～輝く地球であるように」（9月18日リリース）が9月23日放送分で初披露
10月21日放送分（＃50）から宙輝に改名、2008年11月4日~2009年9月22日まで2代目の司会を務めた
- 第4回 梅本由香

デビュー曲「あなたがいるわ」、2009年1月1日DAミュージックよりデビュー、1月12日デビューライブ初披露
- 第5回 長尾愛子

2009年1月6日放送分ではEGO-WRAPPIN'「色彩のブルース」、2月17日放送分では絢香「Jewelry day」を歌唱
2009年春よりDAミュージックよりデビュー予定の予定だったが本人の都合により辞退（日本テレビ「歌スタ！」に出場したという情報あり）
- 第6回 丸本莉子

- 第7回 井上加寿美

2009年12月23日放送分で「この道は」を歌唱
- 第8回 太田みちよ

## スタッフ

### デビュー最前戦
- 制作／技術：放送制作（株）
- 著作・製作：DAミュージック